# Jane Sibbett
Jane Moore Sibbett (Berkeley, Califórnia, 28 de novembro de 1962) é uma atriz americana. Ela é mais conhecida por seu papel como Carol Willick no seriado americano Friends.

## Carreira
Sibbett começou sua carreira de atriz como Jane Wilson no soap opera Santa Barbara em 1986. Em 1991, Sibbett foi escalado como a bomba Heddy Thompson no seriado Herman's Head, que rapidamente ganhou um culto de seguidores na rede de transmissão jovem e durou três temporadas. A partir de 1994, ela desempenhou o papel ocasional de Carol Willick em Friends, uma passagem a tempo parcial, que durou até o final da sétima temporada da série em 2001. Durante esse período, Sibbett teve papéis regulares no seriado If Not for You (1995), e na segunda temporada de Nick Freno: Licensed Teacher (1997–98).
Aparecendo em mais de 200 episódios, Sibbett também estrelou em 21 Jump Street e depois como Morgan Faulkner em The Nanny. Ela estrelou o filme de Noah (1998), com Tony Danza e Wallace Shawn, bem como em The Second Arrival (1998). Ela estrelou com Mary-Kate e Ashley Olsen em It Takes Two (1995) e no filme de televisão Au Pair (1999).

## Vida pessoal
Sibbett é casada com Karl Fink em 1992, um roteirista de televisão e produtor que trabalhou nas duas primeiras temporadas de Herman's Head. Eles têm três filhos.